# Carex pulchrifolia
Carex pulchrifolia là một loài thực vật có hoa trong họ Cói. Loài này được A.E.Kozhevn. mô tả khoa học đầu tiên năm 1987.